# Dyskografia Dawida Podsiadły
Dyskografia Dawida Podsiadły obejmuje albumy studyjne, single i teledyski.
Podsiadło sprzedał ponad 750 tys. albumów w Polsce. Piosenkarz debiutował na polskiej liście sprzedaży – OLiS 4 razy, w tym cztery razy na 1. miejscu. Zdobył on pięć złotych płyt, dwie platynowe, dwie potrójne platynowe płyty i osiem diamentowych oraz jedną podwójnie diamentową płytę nadaną przez ZPAV.

## Albumy studyjne
| Rok | Dane dot. albumu | Najwyższe pozycje na listach sprzedaży | Najwyższe pozycje na listach sprzedaży | Najwyższe pozycje na listach sprzedaży | Sprzedaż        | Certyfikat                  |
| Rok | Dane dot. albumu | POL                                    | POL Streaming                          | POL Winyl                              | Sprzedaż        | Certyfikat                  |
| --- | --- | -------------------------------------- | -------------------------------------- | -------------------------------------- | --------------- | --------------------------- |
| 2013 | Comfort and Happiness - Data: 28 maja 2013 - Wydawca: Sony Music Entertainment Poland - Format: CD, LP, digital download            | 1                                      | X                                      | 1                                      | - POL: 150 000+ | - ZPAV: diamentowa płyta    |
| 2015 | Annoyance and Disappointment - Data: 6 listopada 2015 - Wydawca: Sony Music Entertainment Poland - Format: CD, LP, digital download | 1                                      | 80                                     | –                                      | - POL: 150 000+ | - ZPAV: diamentowa płyta    |
| 2018 | Małomiasteczkowy - Data: 19 października 2018 - Wydawca: Sony Music Entertainment Poland - Format: CD, LP, digital download         | 1                                      | 31                                     | 1                                      | - POL: 300 000+ | - ZPAV: 2× diamentowa płyta |
| 2022 | Lata dwudzieste - Data: 21 października 2022 - Wydawca: Sony Music Entertainment Poland - Format: CD, LP, digital download          | 1                                      | 1                                      | 1                                      | - POL: 150 000+ | - ZPAV: diamentowa płyta    |
| „–” oznacza, że album nie był notowany na danej liście. „X” oznacza, że lista nie istniała w danym okresie. | |                                        |                                        |                                        |                 |                             |

### Minialbumy
| Rok                                                     | Dane dot. albumu | Najwyższa pozycja na liście sprzedaży |
| Rok                                                     | Dane dot. albumu | POL                                   |
| ------------------------------------------------------- | --- | ------------------------------------- |
| 2019                                                    | EP (na żywo, akustycznie) - Data: 15 listopada 2019 - Wydawca: Sony Music Entertainment Poland - Format: CD, digital download, streaming    | –                                     |
| 2023                                                    | Trójkąty i kwadraty 2013–2023 - Data: 5 maja 2023 - Wydawca: Sony Music Entertainment Poland - Format: digital download, streaming          | –                                     |
| 2025                                                    | Tylko haj (oraz Kaśka Sochacka) - Data: 6 czerwca 2025 - Wydawca: Sony Music Entertainment Poland - Format: CD, digital download, streaming | 1                                     |
| „–” oznacza, że album nie był notowany na danej liście. | |                                       |

### Albumy koncertowe
| Rok  | Dane dot. albumu | Najwyższa pozycja na liście sprzedaży | Sprzedaż       | Certyfikat              |
| Rok  | Dane dot. albumu | POL                                   | Sprzedaż       | Certyfikat              |
| ---- | --- | ------------------------------------- | -------------- | ----------------------- |
| 2021 | Leśna muzyka (live, czyli na żywo) - Data: 3 grudnia 2021 - Wydawca: Sony Music Entertainment Poland - Format: CD, LP, digital download | 1                                     | - POL: 30 000+ | - ZPAV: platynowa płyta |
| 2023 | Przed i po - Data: 8 grudnia 2023 - Wydawca: Sony Music Entertainment Poland - Format: CD                                               | 1                                     | - POL: 15 000+ | - ZPAV: złota płyta     |

## Single

### Jako główny artysta
| Rok | Tytuł                                   | Najwyższe pozycje na listach | Najwyższe pozycje na listach | Najwyższe pozycje na listach | Najwyższe pozycje na listach | Najwyższe pozycje na listach | Najwyższe pozycje na listach | Najwyższe pozycje na listach | Najwyższe pozycje na listach | Certyfikat                 | Album                                               |
| Rok | Tytuł                                   | POL (airplay)                | POL (streaming)              | CZE                          | LP3                          | ZET                          | RMF                          | SLiP                         | RP                           | Certyfikat                 | Album                                               |
| --- | --------------------------------------- | ---------------------------- | ---------------------------- | ---------------------------- | ---------------------------- | ---------------------------- | ---------------------------- | ---------------------------- | ---------------------------- | -------------------------- | --------------------------------------------------- |
| 2012 | „Tu i teraz” (oraz Tatiana Okupnik)     | –                            | X                            | –                            | –                            | –                            | –                            | 47                           | –                            |                            | –                                                   |
| 2013 | „Trójkąty i kwadraty”                   | –                            | X                            | –                            | 1                            | 4                            | 3                            | 2                            | 1                            |                            | Comfort and Happiness                               |
| 2013 | „Nieznajomy”                            | –                            | X                            | –                            | 1                            | 10                           | –                            | 1                            | 3                            |                            | Comfort and Happiness                               |
| 2013 | „Powiedz mi, że nie chcesz”             | –                            | X                            | –                            | 15                           | –                            | –                            | –                            | 30                           |                            | Comfort and Happiness                               |
| 2014 | „4:30”                                  | –                            | X                            | –                            | 3                            | –                            | –                            | 42                           | –                            |                            | Kamienie na szaniec                                 |
| 2014 | „No”                                    | 3                            | X                            | 41                           | 3                            | 6                            | 1                            | 5                            | 3                            |                            | Comfort and Happiness                               |
| 2015 | „W dobrą stronę”                        | 1                            | X                            | –                            | 1                            | 1                            | 1                            | 2                            | 1                            | - ZPAV: diamentowa płyta   | Annoyance and Disappointment                        |
| 2016 | „Forest”                                | –                            | X                            | –                            | 3                            | –                            | –                            | 24                           | –                            | - ZPAV: złota płyta        | Annoyance and Disappointment                        |
| 2016 | „Pastempomat”                           | –                            | 65                           | –                            | 1                            | 7                            | –                            | 14                           | –                            | - ZPAV: 4× platynowa płyta | Annoyance and Disappointment                        |
| 2018 | „Małomiasteczkowy”                      | 1                            | 87                           | –                            | 1                            | 1                            | 1                            | 1                            | 1                            | - ZPAV: diamentowa płyta   | Małomiasteczkowy                                    |
| 2018 | „Nie ma fal”                            | 3                            | X                            | –                            | 1                            | 1                            | 1                            | 1                            | 1                            | - ZPAV: diamentowa płyta   | Małomiasteczkowy                                    |
| 2019 | „Trofea”                                | 1                            | X                            | –                            | 1                            | 2                            | 1                            | 2                            | 4                            | - ZPAV: diamentowa płyta   | Małomiasteczkowy                                    |
| 2019 | „Najnowszy klip”                        | 1                            | X                            | –                            | 2                            | 8                            | 1                            | 1                            | 3                            | - ZPAV: diamentowa płyta   | Małomiasteczkowy                                    |
| 2022 | „Post”                                  | 12                           | X                            | –                            | X                            | –                            | 1                            | 4                            | 4                            | - ZPAV: 2× platynowa płyta | Lata dwudzieste                                     |
| 2022 | „Let You Down”                          | –                            | X                            | –                            | X                            | –                            | –                            | –                            | –                            |                            | Cyberpunk: Edgerunners (ścieżka dźwiękowa)          |
| 2022 | „To co masz Ty!”                        | 1                            | 12                           | –                            | X                            | 1                            | 1                            | 1                            | 9                            | - ZPAV: diamentowa płyta   | Lata dwudzieste                                     |
| 2022 | „Dobranocpapa”                          | –                            | X                            | –                            | X                            | –                            | –                            | –                            | –                            |                            | –                                                   |
| 2023 | „Mori”                                  | 1                            | 3                            | –                            | X                            | 1                            | 1                            | 1                            | 2                            | - ZPAV: diamentowa płyta   | Lata dwudzieste                                     |
| 2023 | „Tazosy”                                | 4                            | 29                           | –                            | X                            | 1                            | 1                            | 10                           | –                            | - ZPAV: 2× platynowa płyta | Lata dwudzieste                                     |
| 2023 | „Diable”                                | 8                            | 64                           | –                            | X                            | 5                            | 1                            | 19                           | –                            | - ZPAV: platynowa płyta    | Lata dwudzieste                                     |
| 2023 | „Phantom Liberty”                       | –                            | 89                           | –                            | X                            | –                            | –                            | –                            | –                            |                            | Cyberpunk 2077: Phantom Liberty (ścieżka dźwiękowa) |
| 2023 | „Halo”                                  | 20                           | –                            | –                            | X                            | –                            | 2                            | –                            | –                            | - ZPAV: złota płyta        | Lata dwudzieste                                     |
| 2024 | „Nie lubię Cię”                         | 6                            | –                            | –                            | –                            | 1                            | 1                            | 22                           | –                            | - ZPAV: platynowa płyta    | Lata dwudzieste                                     |
| 2024 | „Pięknie płyniesz”                      | 1                            | 7                            | –                            | –                            | 1                            | 1                            | 4                            | –                            | - ZPAV: złota płyta        | –                                                   |
| 2025 | „Samoloty” (oraz Kaśka Sochacka)        | 2                            | 7                            | –                            | –                            | 2                            | 1                            | 1                            | –                            |                            | Tylko haj                                           |
| 2025 | „Nadprzestrzenie” (oraz Kaśka Sochacka) | –                            | 13                           | –                            | –                            | –                            | –                            | –                            | –                            |                            | Tylko haj                                           |
| „–” oznacza, że singel nie był notowany na danej liście. „X” oznacza, że lista nie istniała w danym okresie. |                                         |                              |                              |                              |                              |                              |                              |                              |                              |                            |                                                     |

### Jako gościnny artysta
| Rok | Tytuł | Najwyższe pozycje na listach | Najwyższe pozycje na listach | Najwyższe pozycje na listach | Najwyższe pozycje na listach | Najwyższe pozycje na listach | Najwyższe pozycje na listach | Najwyższe pozycje na listach | Certyfikat                  | Album              |
| Rok | Tytuł | POL (airplay)                | POL (streaming)              | LP3                          | ZET                          | RMF                          | SLiP                         | RP                           | Certyfikat                  | Album              |
| --- | --- | ---------------------------- | ---------------------------- | ---------------------------- | ---------------------------- | ---------------------------- | ---------------------------- | ---------------------------- | --------------------------- | ------------------ |
| 2014 | „Elektryczny” (Męskie Granie Orkiestra: Brodka, Olaf Deriglasoff, Emade, Dawid Podsiadło i Smolik)                         | –                            | X                            | 1                            | –                            | –                            | –                            | 1                            |                             | Męskie Granie 2014 |
| 2016 | „Wataha” (Męskie Granie Orkiestra 2016: Tomasz Organek, O.S.T.R. i Dawid Podsiadło)                                        | –                            | X                            | 1                            | –                            | –                            | –                            | –                            |                             | Męskie Granie 2016 |
| 2018 | „Początek” (Męskie Granie Orkiestra 2018: Krzysztof Zalewski, Dawid Podsiadło i Kortez)                                    | 2                            | X                            | 1                            | 1                            | 1                            | 1                            | 2                            | - ZPAV: diamentowa płyta    | Męskie Granie 2018 |
| 2021 | „Freon” (PRO8L3M, gościnnie: Dawid Podsiadło, Duit)                                                                        |                              | X                            | X                            |                              |                              |                              |                              | - ZPAV: platynowa płyta     | Fight Club         |
| 2021 | „Za krótki sen” (Daria Zawiałow, gościnnie: Dawid Podsiadło)                                                               | 7                            | X                            | X                            | 6                            | 1                            | 1                            | 1                            | - ZPAV: 3× platynowa płyta  | Wojny i noce       |
| 2021 | „I Ciebie też, bardzo” (Męskie Granie Orkiestra 2021: Daria Zawiałow, Dawid Podsiadło i Vito Bambino)                      | 1                            | 49                           | X                            | 1                            | 1                            | 1                            | 1                            | - ZPAV: 2× diamentowa płyta | Męskie Granie 2021 |
| 2021 | „Nikt tak pięknie nie mówił, że się boi miłości” (na żywo; Męskie Granie Orkiestra 2021: Daria Zawiałow i Dawid Podsiadło) | –                            | X                            | X                            | –                            | –                            | –                            | –                            | - ZPAV: platynowa płyta     | Męskie Granie 2021 |
| 2022 | „Ostatnia nadzieja” (Sanah, gościnnie: Dawid Podsiadło)                                                                    | 1                            | 19                           | X                            | 1                            | 1                            | 1                            | 10                           | - ZPAV: 2× diamentowa płyta | Uczta              |
| „–” oznacza, że singel nie był notowany na danej liście. „X” oznacza, że lista nie istniała w danym okresie. | |                              |                              |                              |                              |                              |                              |                              |                             |                    |

## Inne notowane lub certyfikowane utwory
| Rok | Tytuł                                                                                         | Najwyższe pozycje na listach | Najwyższe pozycje na listach | Najwyższe pozycje na listach | Najwyższe pozycje na listach | Najwyższe pozycje na listach | Certyfikat                 | Album                              |
| Rok | Tytuł                                                                                         | POL (airplay)                | POL (streaming)              | LP3                          | SLiP                         | RP                           | Certyfikat                 | Album                              |
| --- | --------------------------------------------------------------------------------------------- | ---------------------------- | ---------------------------- | ---------------------------- | ---------------------------- | ---------------------------- | -------------------------- | ---------------------------------- |
| 2015 | „Bela”                                                                                        | –                            | –                            | –                            | –                            | –                            | - ZPAV: złota płyta        | Annoyance and Disappointment 2.0   |
| 2016 | „Tapety”                                                                                      | –                            | –                            | 3                            | 15                           | –                            |                            | Annoyance and Disappointment 2.0   |
| 2016 | „Where Did Your Love Go?”                                                                     | –                            | –                            | 3                            | –                            | –                            |                            | Annoyance and Disappointment 2.0   |
| 2016 | „Project 19”                                                                                  | –                            | –                            | –                            | –                            | –                            | - ZPAV: platynowa płyta    | Annoyance and Disappointment 2.0   |
| 2017 | „Świadomy sen” (oraz Sokół)                                                                   | –                            | –                            | –                            | –                            | –                            | - ZPAV: platynowa płyta    | Wojtek Sokół (edycja deluxe)       |
| 2018 | „Tamagotchi (Remix)” (Taconafide, gościnnie: Dawid Podsiadło)                                 | –                            | –                            | 3                            | –                            | 1                            |                            | 0,25 mg                            |
| 2018 | „Lis”                                                                                         | –                            | –                            | 39                           | –                            | –                            | - ZPAV: platynowa płyta    | Małomiasteczkowy                   |
| 2018 | „Dżins”                                                                                       | –                            | –                            | –                            | –                            | –                            | - ZPAV: 2× platynowa płyta | Małomiasteczkowy                   |
| 2018 | „Nie kłami”                                                                                   | –                            | –                            | –                            | –                            | –                            | - ZPAV: 2× platynowa płyta | Małomiasteczkowy                   |
| 2018 | „Matylda”                                                                                     | –                            | –                            | –                            | –                            | –                            | - ZPAV: 3× platynowa płyta | Małomiasteczkowy                   |
| 2018 | „Cantate Tutti”                                                                               | –                            | –                            | –                            | –                            | –                            | - ZPAV: złota płyta        | Małomiasteczkowy                   |
| 2018 | „Co mówimy?”                                                                                  | –                            | –                            | –                            | –                            | –                            | - ZPAV: złota płyta        | Małomiasteczkowy                   |
| 2019 | „W piątki leżę w wannie” (Taco Hemingway, gościnnie: Dawid Podsiadło)                         | 63                           | –                            | X                            | –                            | 2                            |                            | Pocztówka z WWA, lato ’19          |
| 2019 | „Sanatorium” (Taco Hemingway, gościnnie: Rosalie. i Dawid Podsiadło)                          | –                            | –                            | X                            | –                            | 5                            |                            | Pocztówka z WWA, lato ’19          |
| 2021 | „Kosmiczne energie – live” (gościnnie: Ralph Kaminski)                                        | –                            | –                            | X                            | –                            | –                            | - ZPAV: złota płyta        | Leśna muzyka (live, czyli na żywo) |
| 2021 | „Mieć czy być” (Męskie Granie Orkiestra 2021: Daria Zawiałow, Dawid Podsiadło i Vito Bambino) | –                            | –                            | X                            | –                            | –                            | - ZPAV: złota płyta        | Męskie Granie 2021                 |
| 2022 | „Wirus”                                                                                       | –                            | –                            | X                            | –                            | –                            | - ZPAV: platynowa płyta    | Lata dwudzieste                    |
| 2022 | „O czym śnisz?” (gościnnie: Sanah)                                                            | –                            | –                            | X                            | –                            | –                            | - ZPAV: platynowa płyta    | Lata dwudzieste                    |
| 2022 | „Blant”                                                                                       | –                            | –                            | X                            | –                            | –                            | - ZPAV: złota płyta        | Lata dwudzieste                    |
| 2022 | „Awejniak” (gościnnie: Nosowska)                                                              | –                            | –                            | X                            | –                            | –                            | - ZPAV: złota płyta        | Lata dwudzieste                    |
| 2022 | „Szarość i róż”                                                                               | –                            | –                            | X                            | –                            | –                            | - ZPAV: 2× platynowa płyta | Lata dwudzieste                    |
| 2022 | „Millenium”                                                                                   | –                            | –                            | X                            | –                            | –                            | - ZPAV: platynowa płyta    | Lata dwudzieste                    |
| 2023 | „Ulek i Dawcia” (Vito Bambino, gościnnie: Dawid Podsiadło)                                    | –                            | –                            | X                            | –                            | –                            | - ZPAV: złota płyta        | Pracownia                          |
| 2023 | „Całe lata” (Taco Hemingway, gościnnie: Dawid Podsiadło)                                      | –                            | 2                            | –                            | –                            | 13                           | - ZPAV: 2× platynowa płyta | 1-800-Oświecenie                   |
| 2024 | „Długość dźwięku samotności” (oraz Artur Rojek; na żywo, Stadion Śląski 2022)                 | –                            | –                            | –                            | –                            | –                            | - ZPAV: złota płyta        | Lata dwudzieste z kawałkiem        |
| 2025 | „Mosty” (oraz Kaśka Sochacka)                                                                 | –                            | 39                           | –                            | –                            | –                            |                            | Tylko haj                          |
| 2025 | „W kilometrach” (oraz Kaśka Sochacka)                                                         | –                            | 27                           | –                            | –                            | –                            |                            | Tylko haj                          |
| 2025 | „Tylko haj” (oraz Kaśka Sochacka)                                                             | –                            | 52                           | –                            | –                            | –                            |                            | Tylko haj                          |
| 2025 | „Boysboysboys” (oraz Kaśka Sochacka)                                                          | –                            | 61                           | –                            | –                            | –                            |                            | Tylko haj                          |
| „–” oznacza, że singel nie był notowany na danej liście. „X” oznacza, że lista nie istniała w danym okresie. |                                                                                               |                              |                              |                              |                              |                              |                            |                                    |

## Gościnne występy
| Rok  | Album                                      | Uwagi                                              | Źródło |
| ---- | ------------------------------------------ | -------------------------------------------------- | ------ |
| 2012 | Karolina Kozak – Homemade                  | gościnnie śpiew w utworze „Heart Pounding”         | [ 37 ] |
| 2014 | Męskie Granie 2014 (różni wykonawcy)       | śpiew w utworze „Elektryczny”                      | [ 38 ] |
| 2014 | Kamienie na szaniec (ścieżka dźwiękowa)    | utwór „4:30”                                       | [ 39 ] |
| 2015 | Patrick The Pan – …niczym jak liśćmi       | gościnnie śpiew w utworze „Niedopowieści”          | [ 40 ] |
| 2016 | Taco Hemingway – Wosk                      | gościnnie wokal w utworze „Koła”                   | [ 41 ] |
| 2016 | Duit – Now I’m Here                        | gościnnie śpiew w utworze „Synapses”               | [ 42 ] |
| 2016 | Ten Typ Mes – Ała.                         | gościnnie śpiew w utworze „Codzienność”            | [ 43 ] |
| 2018 | Taconafide – 0,25 mg                       | gościnnie śpiew w utworze „Tamagotchi (remix)”     | [ 44 ] |
| 2018 | Flirtini – Heartbreaks & Promises vol. 4   | wspólny utwór „Nikt” z Bitaminą                    | [ 45 ] |
| 2018 | Brodka – MTV Unplugged                     | gościnnie śpiew w utworze „Santa Muerte (live)”    | [ 46 ] |
| 2019 | Taco Hemingway – Pocztówka z WWA, lato '19 | gościnnie śpiew w utworze „W piątki leżę w wannie” | [ 47 ] |
| 2019 | Taco Hemingway – Pocztówka z WWA, lato '19 | gościnnie śpiew w utworze „Sanatorium”             | [ 47 ] |
| 2021 | PRO8L3M – Fight Club                       | gościnnie śpiew w utworze „Freon”                  | [ 48 ] |
| 2023 | Taco Hemingway – 1-800-Oświecenie          | gościnnie śpiew w utworze „Całe lata”              | [ 49 ] |

## Utwory dla innych artystów
| Rok  | Wykonawca          | Album                 | Utwór            | Uwagi                                                                                | Źr.    |
| ---- | ------------------ | --------------------- | ---------------- | ------------------------------------------------------------------------------------ | ------ |
| 2014 | Curly Heads        | Ruby Dress Skinny Dog | Wszystkie utwory | muzyka i słowa (z Damianem Lisem, Oskarem Balą, Tomkiem Skutem i Tomkiem Szulińskim) | [ 50 ] |
| 2017 | Natalia Nykiel     | Discordia             | „Stamina”        | autorstwo (z Kamilem Paulukiewiczem)                                                 | [ 51 ] |
| 2019 | Muniek Staszczyk   | Syn miasta            | „Pola”           | muzyka (z Olkiem Świerkotem)                                                         | [ 52 ] |
| 2020 | Krzysztof Zalewski | Zabawa                | „Annuszka”       | muzyka (z Krzysztofem Zalewskim i Andrzejem Markowskim)                              | [ 53 ] |

## Teledyski
| Rok  | Tytuł                                                                                              | Reżyseria              | Album                                   | Źródło |
| ---- | -------------------------------------------------------------------------------------------------- | ---------------------- | --------------------------------------- | ------ |
| 2012 | „Tu i teraz” (oraz Tatiana Okupnik)                                                                | FlashForwardProduction | –                                       | [ 54 ] |
| 2013 | „Trójkąty i kwadraty”                                                                              | Jacek Kościuszko       | Comfort and Happiness                   | [ 55 ] |
| 2013 | „Nieznajomy”                                                                                       | Jacek Kościuszko       | Comfort and Happiness                   | [ 56 ] |
| 2013 | „Powiedz mi, że nie chcesz”                                                                        | Dorota Piskor          | Comfort and Happiness                   | [ 57 ] |
| 2014 | „4:30”                                                                                             | Dorota Piskor          | Kamienie na szaniec (ścieżka dźwiękowa) | [ 58 ] |
| 2014 | „Elektryczny” (Męskie Granie Orkiestra: Brodka, Olaf Deriglasoff, Emade, Dawid Podsiadło i Smolik) | Kobas Laksa            | Męskie Granie 2014                      | [ 59 ] |
| 2014 | „No”                                                                                               | Anna Maliszewska       | Comfort and Happiness                   | [ 60 ] |
| 2014 | „No Part II”                                                                                       | Anna Maliszewska       | Comfort and Happiness                   | [ 61 ] |
| 2015 | „W dobrą stronę”                                                                                   | Piotr Onopa            | Annoyance and Disappointment            | [ 62 ] |
| 2016 | „Forest”                                                                                           | Bartek Kaczmarek       | Annoyance and Disappointment            | [ 63 ] |
| 2016 | „Pastempomat”                                                                                      | Sebastian Pańczyk      | Annoyance and Disappointment            | [ 64 ] |
| 2016 | „Tapety”                                                                                           | Piotr Onopa            | Annoyance and Disappointment            |        |
| 2016 | „Wataha” (Męskie Granie Orkiestra: Tomasz Organek, O.S.T.R. i Dawid Podsiadło)                     | —                      | Męskie Granie 2016                      | [ 65 ] |
| 2018 | „Początek” (Męskie Granie Orkiestra: Kortez, Dawid Podsiadło i Krzysztof Zalewski)                 | Tadeusz Śliwa          | Męskie Granie 2018                      | [ 66 ] |
| 2018 | „Małomiasteczkowy”                                                                                 | Tomasz Bagiński        | Małomiasteczkowy                        | [ 67 ] |
| 2019 | „Trofea”                                                                                           | Daniel Jaroszek        | Małomiasteczkowy                        | [ 68 ] |
| 2019 | „Najnowszy klip”                                                                                   | Tadeusz Śliwa          | Małomiasteczkowy                        |        |
| 2021 | „Za krótki sen”                                                                                    | Tadeusz Śliwa          | Wojny i noce                            |        |
| 2021 | „I Ciebie też, bardzo”                                                                             | MYK Collective         | Męskie Granie 2021                      |        |
| 2021 | „Kosmiczne energie”                                                                                | MYK Collective         | Leśna muzyka (live, czyli na żywo)      |        |